# Rocco Siffredi
Rocco Siffredi (născut Rocco Antonio Tano; n. 4 mai 1964, Ortona, Abruzzo, Italia) este un actor, regizor și producător italian de filme pornografice.
Și-a luat numele de scenă din personajul Roch Siffredi interpretat de Alain Delon în filmul cu gangster francez Borsalino (1970). Cunoscut sub numele de „Armăsarul italian”, Siffredi a jucat în peste 1.300 de filme pornografice.